# Tag des Lehrers
Der Tag des Lehrers ist ein besonderer Tag zur Würdigung von Lehrern und kann Feierlichkeiten beinhalten, um sie für ihre besonderen Leistungen in einem bestimmten Bereich oder in der Gemeinschaft im Allgemeinen zu ehren. Viele Länder feiern ihren Lehrertag am 5. Oktober in Verbindung mit dem Weltlehrertag, der 1994 von der UNESCO ins Leben gerufen wurde.

## Termine anderer Länder / Regionen
Die Idee, den Tag des Lehrers zu feiern, entstand in vielen Ländern im 19. Jahrhundert; in den meisten Fällen wird ein lokaler Pädagoge oder ein wichtiger Meilenstein im Bildungswesen gefeiert. Dies ist der Hauptgrund, warum die Länder diesen Tag im Gegensatz zu vielen anderen internationalen Tagen an unterschiedlichen Daten zelebrieren.

### In Amerika
| Land               | Datum                  | Anmerkungen |
| ------------------ | ---------------------- | --- |
| Argentinien        | 11. September          | Zum Gedenken an den Tod von Domingo Faustino Sarmiento, der sich durch sein Handeln und seine Politik für die Förderung der öffentlichen Bildung und des Schulwesens eingesetzt hat. Er wird als „Vater des Klassenzimmers“ und „Lehrer Amerikas“ bezeichnet.                                                        |
| Bolivien           | 6. Juni                | Durch ein Dekret des Präsidenten Bautista Saavedra Mallea vom 24. Mai 1924 zu Ehren des Namenstages von Modesto Omiste Tinajeros eingeführt, dem „Vater des bolivianischen Bildungswesens“. |
| Brasilien          | 15. Oktober            | Kaiser Peter I. unterzeichnete das Gesetz zur Einrichtung von Schulen für die Vermittlung von Schriftkenntnissen in allen Städten und Dörfern. |
| Chile              | 16. Oktober            | Gründung des Lehrerkollegiums (Colegio de Profesores), wird als Tag des Lehrers gefeiert. |
| Costa Rica         | 22. November           | Geburt von Mauro Fernández Acuña. |
| Kolumbien          | 15. Mai                | Papst Pius XII. erklärte den heiligen Johannes Baptist de La Salle 1950 zum „universellen Schutzpatron aller Erzieher“. |
| Kuba               | 22. Dezember           | Erklärung zum „Gebiet ohne Analphabetismus“. |
| Mexiko             | 15. Mai                | Der Tag des Lehrers wurde offiziell im Jahr 1917 eingeführt, nach der Einnahme von Querétaro (1867). |
| Peru               | 6. Juli                | Gründung der ersten Normalschule für Jungen von José de San Martín am 6. Juli 1822. |
| Venezuela          | 15. Januar             | 1932 gründete eine Gruppe von Pädagogen, inmitten der Gómez-Diktatur, die Vereinigung Sociedad Venezolana de Maestros de Instrucción Pública (Venezolanische Gesellschaft der Lehrer des öffentlichen Unterrichts), um die Arbeitsrechte der Lehrer zu verteidigen und das Bildungswesen in Venezuela zu verbessern. |
| Vereinigte Staaten | erster Dienstag im Mai | Die First Lady Eleanor Roosevelt war Lehrerin und Initiatorin dieses Tages. Im Jahr 1953 trat Eleanor Roosevelt vor den Kongress, um ihn davon zu überzeugen, dass Lehrer einen Tag der Anerkennung für alles, was sie tun, brauchen.                                                                                |

### In Europa
Die meisten europäischen Länder (darunter auch Deutschland) feiern den Tag der Lehrkräfte am 5. Oktober, dem Weltlehrertag, oder an dem Wochenende, das diesem Datum am nächsten liegt. Alternative Feierlichkeiten in anderen europäischen Ländern sind unten aufgeführt:
| Land       | Datum                     | Anmerkungen |
| ---------- | ------------------------- | --- |
| Albanien   | 7. März                   | Jahrestag der Eröffnung der ersten albanischen säkularen Schule im damaligen Osmanischen Reich im Jahr 1887. |
| Polen      | 14. Oktober               | Gründung der Kommission für Nationale Bildung im Jahr 1773 auf Initiative von König Stanislaus II. Die Kommission für Nationale Bildung (Komisja Edukacji Narodowej, KEN) war die zentrale Bildungsbehörde des Königreichs Polen und des Großfürstentums Litauen. Das KEN gilt als das erste Bildungsministerium in der Geschichte Europas. |
| Slowakei   | 28. März                  | Geburtstag von Jan Amos Komenský, geboren in 1592. Er war ein tschechischer Pädagoge, Philosoph, Schriftsteller und Theologe slowakischer Herkunft. Seine Werke, seine Ansichten und sein pädagogisches Wirken machen ihn zu einer bedeutenden Persönlichkeit der Weltpädagogik. Er setzte sich für die allgemeine Schulpflicht für alle Kinder unabhängig von ihrem Intellekt oder ihrer sozialen Herkunft ein. |
| Spanien    | 27. November              | Am 27. November 1597 gründete der Heilige José Calasanz die erste Schule für sozial benachteiligte Jungen und Mädchen, die den Ausgangspunkt für die so genannten Escuelas Pías (fromme Schulen) bildete. Er war Priester und Pädagoge und gilt als Begründer des modernen Schulwesens. Calasanz war ein Verfechter der allgemeinen öffentlichen Bildung für alle sozialen Schichten. Die katholische Kirche betrachtet ihn als Schutzpatron der Erzieher und Lehrer, zusammen mit Johannes Baptist de La Salle. |
| Tschechien | 28. März                  | Geburtstag von Jan Amos Komenský, geboren in 1592. Der Lehrertag wurde 1955 von der tschechoslowakischen Regierung als moralische Anerkennung der Arbeit von Lehrkräften ausgerufen. Seit dem Schuljahr 1993/1994 werden an diesem Tag die Ergebnisse der Goldenen Amos Umfrage bekannt gegeben. Die Goldene Amos ist eine Umfrage für die beliebteste Lehrkraft in der Tschechischen Republik. |
| Ukraine    | erster Sonntag im Oktober | In der Sowjetunion im Jahr 1965 wurde ein Dekret erlassen, wonach der Tag des Lehrers am ersten Sonntag im Oktober gefeiert werden sollte. Auch heute noch wird in der Ukraine an diesem Tag der Tag des Lehrers gefeiert. In einigen Schulen findet am Freitag vor diesem Tag ein sogenannter „Selbstverwaltungstag“ statt. An diesem Tag übernehmen die Schüler den Unterricht und geben den Lehrkräften eine Pause. Die Schüler wählen einen Schulleiter, der für die Disziplin zuständig ist und Lehrkräfte die für die einzelnen Fächer zuständig sind. In vielen Schulen wird dieser Tag verkürzt und oft mit Konzerten verbunden. |
| Ungarn     | erster Sonntag im Juni    | Der Lehrertag wurde 1951 in Ungarn ins Leben gerufen und die allererste Feier fand 1952 statt. |

### In Asien
| Land                         | Datum           | Anmerkungen |
| ---------------------------- | --------------- | --- |
| Afghanistan                  | 3. Tag von Saur | Im April, nach dem Gregorianischen Kalender. |
| Saudi-Arabien                | 28. Februar     | Tag des Lehrers in vielen Ländern der arabischen Kultur. |
| Bahrain                      | 28. Februar     | Tag des Lehrers in vielen Ländern der arabischen Kultur. |
| Südkorea                     | 15. Mai         | 1965 wurde der Tag des Lehrers auf den 15. Mai verlegt, um der Geburt von König Sejong, dem Schöpfer des koreanischen Alphabets, zu gedenken. |
| Volksrepublik China          | 10. September   | Zum Geburtstag von Konfuzius versammelten einige Kaiser (zur Zeit des chinesischen Kaiserreichs) Beamte und Gelehrte. Das wird heutzutage von manchen als Vorbild für den Tag der Lehrkräfte betrachtet. Der 10. September ist jedoch nicht der Geburtstag von Konfuzius (laut traditioneller Auffassung wurde Konfuzius am 28. September 551 v. u. Z. geboren). |
| Vereinigte Arabische Emirate | 28. Februar     | Tag des Lehrers in vielen Ländern der arabischen Kultur. |
| Indien                       | 5. September    | Geburtstag des zweiten Präsidenten Sarvepalli Radhakrishnan (5. September) wird seit 1962 als Lehrertag gefeiert und Guru Purnima wird von den Hindus traditionell als Tag zur Ehrung der Lehrer begangen. |
| Israel                       | 23. Kislew      | Die Feier wurde 2013 von der Knesset ins Leben gerufen. |
| Jordanien                    | 28. Februar     | Tag des Lehrers in vielen Ländern der arabischen Kultur. |
| Malaysia                     | 16. Mai         | Erinnert an die Verabschiedung des Razak-Berichts, eines Bildungsvorschlags zur Reform des Bildungssystems in Malaya (heute Malaysia). Dieses Dokument bildet seitdem die Grundlage des Bildungssystems in Malaya und schließlich in Malaysia. |
| Oman                         | 28. Februar     | Tag des Lehrers in vielen Ländern der arabischen Kultur. |
| Taiwan                       | 28. September   | Geburt des Konfuzius. Es ist kein offizieller Feiertag, aber es ist üblich, dass an diesem Tag Geschenke an die Lehrer überreicht werden. |
| Türkei                       | 24. November    | An diesem Tag (1928) erhielt Mustafa Kemal Atatürk den Titel des Großlehrers und er öffnete staatliche Schulen für die Bildung aller Menschen jeden Alters. |
| Vietnam                      | 20. November    | Im Jahr 1957 nahmen vietnamesische Pädagogen an einem Treffen von Lehrern aus sozialistischen Ländern in Warschau, Polen, teil. Bis 1982 wurde dieser Tag als Tag des Internationalen Manifests der Pädagogen bezeichnet, seitdem als Tag der vietnamesischen Lehrkräften.                                                                                       |
| Jemen                        | 28. Februar     | Tag des Lehrers in vielen Ländern der arabischen Kultur. |

### In Afrika
| Land     | Datum       | Anmerkungen                                              |
| -------- | ----------- | -------------------------------------------------------- |
| Ägypten  | 28. Februar | Tag des Lehrers in vielen Ländern der arabischen Kultur. |
| Algerien | 28. Februar | Tag des Lehrers in vielen Ländern der arabischen Kultur. |
| Libyen   | 28. Februar | Tag des Lehrers in vielen Ländern der arabischen Kultur. |
| Marokko  | 28. Februar | Tag des Lehrers in vielen Ländern der arabischen Kultur. |
| Tunesien | 28. Februar | Tag des Lehrers in vielen Ländern der arabischen Kultur. |

## Termin in der DDR
Der Tag des Lehrers war ein Ehren- bzw. Gedenktag in der DDR, der ab 1951 jeweils am 12. Juni stattfand. Offiziell wurden an diesem Tage die Lehrer bei lokalen und überregionalen Veranstaltungen geehrt. Besonders verdienstvolle Lehrer wurden an diesem Tag mit dem Orden Verdienter Lehrer des Volkes ausgezeichnet.
Die Eltern gaben an diesem Tag den Schülern kleine Geschenke für Lehrer mit zur Schule. Meistens wurde nur der eigene Klassenlehrer beschenkt. Geschenkt wurden unter anderem  Blumen, Pralinen, Seifenstücke, ein schönes Taschentuch und weitere kleine Aufmerksamkeiten. Oft gab es auch als Klassengeschenk einen größeren Blumenstrauß, der aus der Klassenkasse oder durch Sammlung der Schüler bezahlt wurde.